# Entertainment (película de 2015)
Entertainment es una película estadounidense de drama de 2015 dirigida y producida por Rick Alverson. Las estrellas principales de la película son Lotte Verbeek, Tye Sheridan, Michael Cera, John C. Reilly, Dean Stockwell y Kalia Prescott.

## Sinopsis
En el camino a encontrarse con su hija distanciada y tratar de revivir su menguante carrera, un triste y viejo comediante (Gregg Turkington) se ve envuelto en lo que parece un callejón sin salida en el desierto de Mojave.

## Reparto
- Lotte Verbeek como la cromoterapista.
- Tye Sheridan como Eddie.
- Michael Cera como Tommy.
- John C. Reilly como John.
- Dean Stockwell como Frank.
- Amy Seimetz como Rene.
- Tim Heidecker como la celebridad.
- Kalia Prescott como Maria.
- Mariann Gavelo como Maria sitcom.
- Gregg Turkington como el comediante.
- Tonantzin Carmelo como Teresa.
- Waymond Lee.
- David Yow.
- Becktoria.
- Ashley Atwood.